# 国民民主勢力
国民民主勢力（こくみんみんしゅせいりょく、ビルマ語: အမျိုးသားဒီမိုကရေစီအင်အားစု、英語: National Democratic Force、略称NDF、あるいはUnited Democratic Front）は、ミャンマー（ビルマ）の政党。解体を命じられた国民民主連盟（NLD）のメンバーのうち、2010年ミャンマー総選挙に出馬することを選択した勢力によって結成された。議長（党首）はタン・ニェイン（Than Nyein）。本部は旧首都ヤンゴンのタムウェに置かれている。民族に関する政治的な問題は民主主義や人権問題と並んで解決されるべきであるというのが主張である。
2010年7月9日に選挙管理委員会によって38番目の政党として登録され、総選挙では約160人の候補者を擁立した。国民民主同盟によれば、NDFは国民統一党、連邦団結発展党と並んで全国的に有権者に訴えかけている3大政党のうちの一つである。しかしアウンサンスーチーを欠いた民主化勢力は知名度が広がらず、スーチー自身が総選挙には正当性がないとしてボイコットを訴えていることもあり微妙な位置に立たされているとされる。また、NDFのような民主化勢力が選挙に参加することは、軍事政権側にとっても選挙の正当性を主張するのに都合が良いと見る意見もある。
選挙の結果、NDFは連邦議会で12名（人民代表院8名＋民族代表院4名）、地域・州議会では4名の候補が当選した。なお16名の当選者はいずれもヤンゴン地域からの選出で、同地域のみでみた場合比較的善戦したと評価された。国民民主連盟がシンボルとして伝統的に採用していた農民笠（ခမောက်）を採用したことで、いくつか論争を巻き起こした。
2015年の総選挙では275名を擁立したが、全員落選した。